# Willa pod Kariatydami w Białymstoku
Willa pod Kariatydami w Białymstoku – zabytkowy budynek w Białymstoku przy ul. Lipowej. Został zbudowany w XIX wieku, powstał ok. 1807 r., pochodzi z czasów administracji pruskiej. Należał m.in. do fabrykantów oraz do samorządu powiatowej szlachty,  w XIX w. i na początku XX w. był siedzibą marszałka szlachty. W okresie międzywojennym mieściła się w budynku żeńska szkoła, a po wojnie szkoła podstawowa. Od 1981 roku budynek widnieje w rejestrze zabytków, a w latach 90. przeszedł gruntowny remont. Współcześnie w budynku mieści się m.in. bank.